# Allobaccha tinctiventris
Allobaccha tinctiventris är en tvåvingeart som först beskrevs av de Meijere 1924.  Allobaccha tinctiventris ingår i släktet Allobaccha och familjen blomflugor. Inga underarter finns listade i Catalogue of Life.